# Cadurcia depressa
Cadurcia depressa är en tvåvingeart som beskrevs av Villeneuve 1926. Cadurcia depressa ingår i släktet Cadurcia och familjen parasitflugor.
Artens utbredningsområde är Kongo. Inga underarter finns listade i Catalogue of Life.